# 川西市立清和台中学校
川西市立清和台中学校（かわにししりつ せいわだいちゅうがっこう）は、兵庫県川西市清和台西にある公立中学校。

## 沿革
- 1975年（昭和50年）4月1日 - 川西市立多田中学校より分離し、川西市立清和台中学校創立。

## 部活動

### 運動部
- 野球部
- 陸上競技部
- ソフトテニス部
- バスケットボール部
- バレーボール部
- 卓球部
- 剣道部

### 文化部
- 吹奏楽部
- 美術部
- 総合文化部

## 校区
- 川西市立清和台小学校
- 川西市立清和台南小学校
- 川西市立けやき坂小学校

## 交通アクセス
- 阪急電鉄・能勢電鉄 川西能勢口駅下車、駅前川西バスターミナルより
  - 阪急バス清和台営業所行き、「清和台中央」バス停下車、徒歩5分

## 著名な出身者
- 森山周（元プロ野球選手） - 1997年卒業。
- 浅田梨紗（水泳選手・飛込競技） - 2007年卒業。

## 校区が隣接している学校
- 川西市立多田中学校
- 川西市立緑台中学校
- 川西市立東谷中学校
- 猪名川町立清陵中学校
- 猪名川町立猪名川中学校
- 宝塚市立西谷中学校